# 群力駅
群力駅（ぐんりょくえき）は、南京市溧水区高山路と群力大道の交差点にある、南京地下鉄S7号線の駅である。

## 駅名
事業着手当初は南京地下鉄集団は「臥龍湖駅」の仮称を用いており、2017年6月21日に「金山駅」を駅名として第一次公示され、2017年10月11日に第一次公示のより駅名が「群力駅」に決定したことが発表された。

## 歴史
- 2017年6月20日に駅名が第一次公示された[3]。
- 2017年10月11日に駅名が第二次公示された[4]。

- 2018年5月26日S7号線の駅として開業。

## 駅構造

### のりば
| 番線 | 路線             | 行先                    | 行先              |
| ---- | ---------------- | ----------------------- | ----------------- |
|      | 南京地下鉄S7号線 | 空港新城溧水・柘塘 方面 | 空港新城江寧 行き |
|      | 南京地下鉄S7号線 | 幸荘・無想山 方面       | 無想山 行き       |

### 改札・出入口
- 1号出入口:群溧路の東側
- 2号出入口:群溧路の西側

## 駅周辺
- 東角塘水庫
- 金山

## 隣の駅
南京地下鉄
■S7号線
空港新城溧水駅- 群力駅- 臥竜湖駅